# Baracska
Baracska é um município da Hungria, situado no condado de Fejér. Tem 39,68 km² de área e sua população em 2015 foi estimada em 2.670 habitantes.